# Палис, Жакоб
Жакоб Палис (порт. Jacob Palis Junior; 15 марта 1940, Убераба — 7 мая 2025, Рио-де-Жанейро) — бразильский математик, работающий в основном в области динамических систем и дифференциальных уравнений.

## Биография
Его отец был сирийским иммигрантом-торговцем, а мать имела ливанские корни. У пары было восемь детей (пятеро сыновей и три дочери), из которых Жакоб был самым младшим. В 16 лет Палис он переехал в Рио-де-Жанейро, чтобы изучать инженерное дело в Университете Бразилии (теперь Федеральный университет Рио-де-Жанейро). Он был утверждён на первое место на вступительном экзамене, но не был принят из-за возраста; год спустя ему пришлось снова сдавать вступительный экзамен в университет, на котором он снова занял первое место. Он закончил курс в 1962 году с отличием и получил награду лучшего студента. В 1964 году он переехал в США. В 1966 году он получил степень магистра математики под руководством Стивена Смейла в Калифорнийском университете в Беркли, а в 1968 году — степень доктора философии.
Умер 7 мая 2025 года в больнице Рио-де-Жанейро в возрасте 85 лет. Он находился в больнице с марта. Точная причина смерти не разглашается.

## Административные и почётные должности
Президент Бразильского математического общества в 1979—1981 годах, Института чистой и прикладной математики в Рио-де-Жанейро в 1993—2003 годах, Международного математического союза в 1999—2002 годах, Академии наук развивающихся стран в 2006—2012 годах, Бразильской академии наук с 2007 года.
Член 15 академий, в том числе Национальной академии наук США (2001), Французской академии наук (2002), Норвежской академии наук (2005), Российской академии наук (2006), Индийской национальной академии наук (2009), Академии деи Линчеи (2010), Германской академии естествоиспытателей «Леопольдина» (2010), Китайской академии наук (2013).

## Награды
В число наград входят:
- Стипендия Гуггенхайма (1972-73)[16]
- Орден Почётного легиона (2005)
- Премия Бальцана (2010)[17][18][19]
- Медаль Соломона Лефшеца (2013).